# Faro di Maspalomas
Il faro di Maspalomas è un faro costituito da una torre conica di colore grigio, alta circa 56 metri con alla sommità una lanterna di 3,7 metri di diametro che emette luce di colore bianco. Si trova nell'isola di Gran Canaria nella località di Maspalomas.
Il faro fu concepito dall'ingegnere Juan León y Castillo nel 1884 e la costruzione richiese cinque anni fino ad esser ultimata nel 1890, tuttavia entrò in funzionamento solo il 4 marzo de 1905. Nel 2005 il faro è stato dichiarato Bien de Interés Cultural dal governo delle Canarie.